# Anne-Marie Goumba
Anne-Marie Goumba (sinh ngày 9 tháng 10 năm 1954), is là thành viên của Quốc hội Cộng hòa Trung Phi và là thành viên của Quốc hội Liên minh châu Phi. Bà là vợ của chính trị gia Trung Phi thâm niên Abel Goumba.

## Đầu đời
Anne-Marie Mbakondo sinh ngày 9 tháng 10 năm 1954 tại thị trấn Nyanza, tình phía Nam, Rwanda.
Ban đầu bà học ngành giáo dục đại học tại École Normale Supérieure ở Save, Rwanda, sau đó bà chuyển sang học tại trường Đại học Catholique d'frique Centrale. Bà đảm nhận vai trò giảng dạy với tư cách là giáo sư Khoa Y học Butare từ năm 1973 đến 1977. Trong quá trình giảng dạy, bà gặp Abel Goumba, một giảng viên bộ môn sức khỏe cộng đồng. Hai người kết hôn với nhau.

## Sự nghiệp chính trị
Chồng bà là một nhà cải cách chính trị Trung Phi thâm niên, người đã sáng lập ra Mặt trận Yêu nước Tiến bộ (Front Patriotique pour le Progrès, FPP). Bà rất ủng hộ công việc của FPP. Do đó bà tham gia cuộc tổng tuyển cử ở Trung Phi năm 2005 và được bầu làm nghị viện quận 5 của Bangui với 37,32% số phiếu trong cuộc tranh cử ngày 8 tháng 5. Tuy nhiên chồng cô bị mất ghế nghị viện. Sau khi được bổ nhiệm vào Quốc hội Cộng hòa Trung Phi, bà được bầu làm người đại diện đất nước Trung Phi trong Quốc hội Liên minh châu Phi
Tháng 1 năm 2015, bà ca ngợi những nỗ lực gìn giữ hòa bình ở Rwanda. Bà cho rằng dù bà đang sống ở Cộng hòa Trung Phi trong 30 năm, bà mãi không bao giờ quên rằng mình đến từ đất nước Rwanda. Bà còn là điều phối viên của tổ chức phi chính phủ Les Flamboyants, tổ chức nâng cao nhận thức, ngăn chặn bạo lực đối với phụ nữ và trẻ em